# Leichtathletik-Europameisterschaften 1994/5000 m der Männer

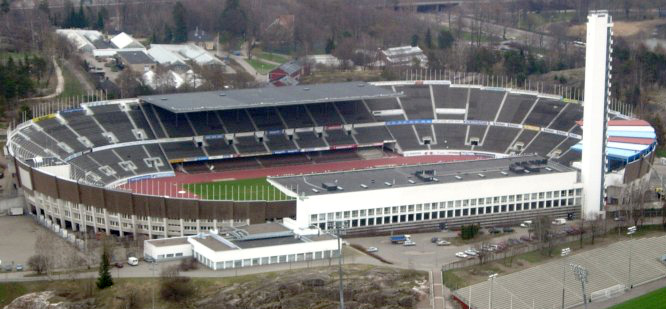
Das Olympiastadion von Helsinki im Jahr 2005

Der 5000-Meter-Lauf der Männer bei den Leichtathletik-Europameisterschaften 1994 wurde am 12. und 14. August 1994 im Olympiastadion der finnischen Hauptstadt Helsinki ausgetragen.
Europameister wurde der deutsche Olympiazweite von 1988 und Olympiasieger von 1992 Dieter Baumann. Er gewann vor dem Briten Robert Denmark. Bronze ging an Abel Antón, den spanischen Sieger des 10.000-Meter-Laufs in der Vorwoche.

## Bestehende Rekorde
| Weltrekord           | 12:52,23 min | William Sigei   | Oslo, Norwegen               | 22. Juli 1994   |
| Europarekord         | 13:00,41 min | David Moorcroft | Oslo, Norwegen               | 7. Juli 1982    |
| Meisterschaftsrekord | 13:10,15 min | Jack Buckner    | EM Stuttgart, BR Deutschland | 31. August 1986 |

Die drei Rennen hier in Helsinki wurden in gemäßigtem Tempo gelaufen und waren jeweils auf eine reine Spurtentscheidung ausgerichtet. So wurde der bestehende EM-Rekord nicht erreicht. Die schnellste Zeit erzielte der im Finale auf Rang vierzehn eingelaufene Portugiese José Ramos im zweiten Vorlauf mit 13:30,33 min, womit er 20,18 s über dem Rekord blieb. Zum Europarekord fehlten ihm 29,92 s, zum Weltrekord 38,10 s.

## Legende
| DNS | nicht am Start (did not start) |

## Vorrunde
11. August 1994
Die Vorrunde wurde in zwei Läufen durchgeführt. Die ersten fünf Athleten pro Lauf – hellblau unterlegt – sowie die darüber hinaus fünf zeitschnellsten Läufer – hellgrün unterlegt – qualifizierten sich für das Halbfinale. Alle über ihre Zeit für das Finale qualifizierten Sportler kamen aus dem zweiten schnelleren Vorlauf.

### Vorlauf 1
| Platz | Name             | Nation         | Zeit (min) |
| ----- | ---------------- | -------------- | ---------- |
| 1     | Abdellah Béhar   | Frankreich     | 13:39,77   |
| 2     | Dieter Baumann   | Deutschland    | 13:39,97   |
| 3     | Robert Denmark   | Großbritannien | 13:40,10   |
| 4     | Anacleto Jiménez | Spanien        | 13:40,25   |
| 5     | José Carlos Adán | Spanien        | 13:40,39   |
| 6     | João Junqueira   | Portugal       | 13:40,59   |
| 7     | Umberto Pusterla | Italien        | 13:41,64   |
| 8     | Zoltán Káldy     | Ungarn         | 13:45,70   |
| 9     | Noel Berkeley    | Irland         | 13:54,35   |
| DNS   | Jan Pešava       | Tschechien     |            |
| DNS   | Róbert Štefko    | Slowakei       |            |

### Vorlauf 2
| Platz | Name              | Nation         | Zeit (min) |
| ----- | ----------------- | -------------- | ---------- |
| 1     | José Ramos        | Portugal       | 13:30,33   |
| 2     | Domingos Castro   | Portugal       | 13:30,68   |
| 3     | John Nuttall      | Großbritannien | 13:30,78   |
| 4     | Risto Ulmala      | Finnland       | 13:30,94   |
| 5     | Mohamed Ezzher    | Frankreich     | 13:31,93   |
| 6     | Wener Kaschajew   | Russland       | 13:31,13   |
| 7     | Frank O’Mara      | Irland         | 13:33,13   |
| 8     | Stéphane Franke   | Deutschland    | 13:33,63   |
| 9     | Paolo Donati      | Italien        | 13:34,54   |
| 10    | Abel Antón        | Spanien        | 13:34,62   |
| 11    | Zeki Öztürk       | Türkei         | 13:45,62   |
| 12    | Slawomir Kapinski | Polen          | 14:13,90   |

## Finale

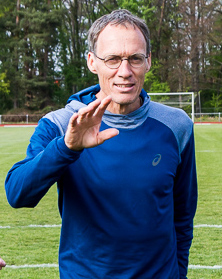
Europameister Dieter Baumann (hier im Jahr 2017), 1988 war er Olympiazweiter und 1992 Olympiasieger
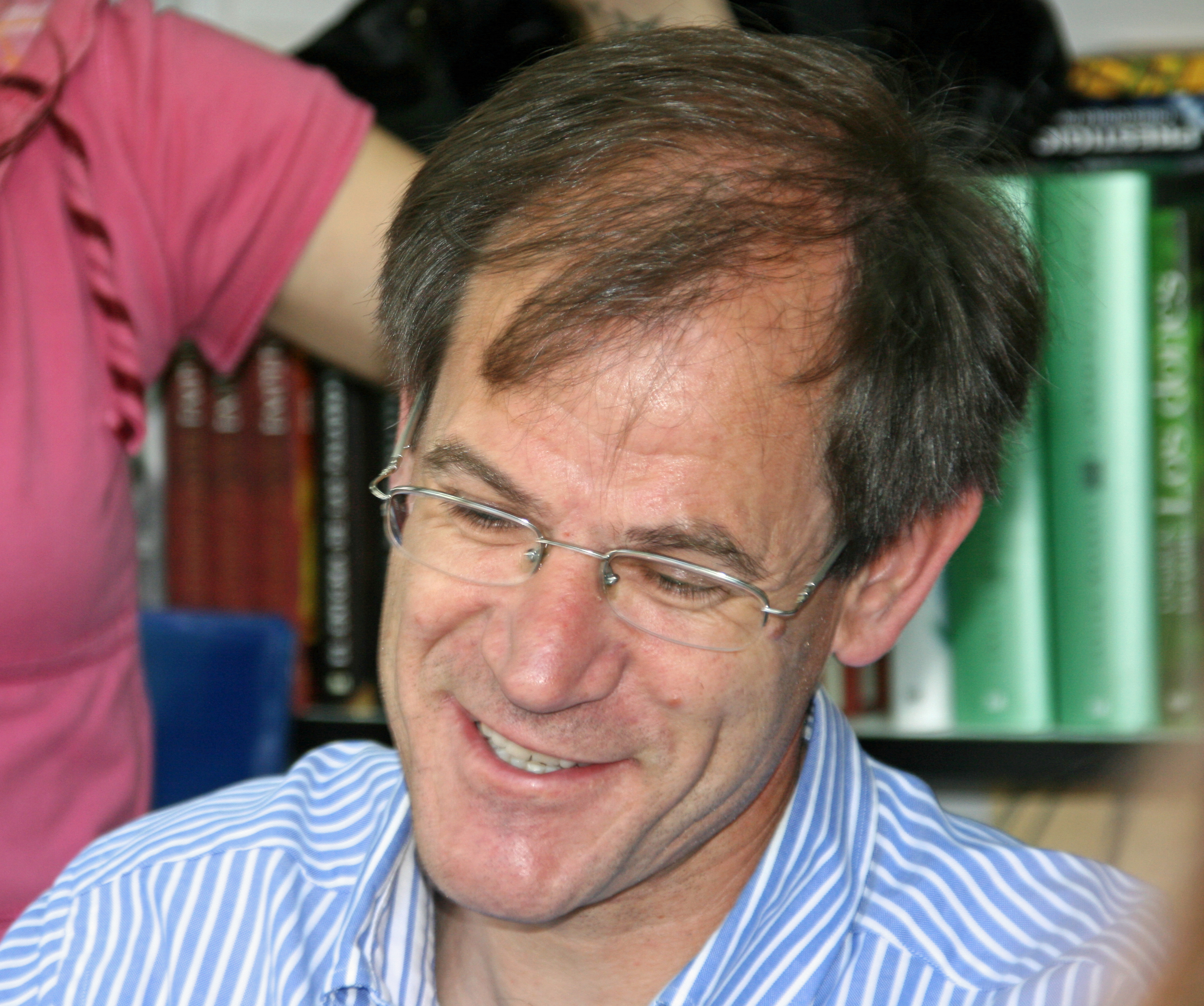
Bronzemedaillengewinner Abel Antón hatte sieben Tage zuvor den Titel über 10.000 Meter gewonnen – später wechselte er zum Marathonlauf und wurde zweimal Weltmeister (1997/1999)

14. August 1994
| Platz | Name             | Nation         | Zeit (min) |
| ----- | ---------------- | -------------- | ---------- |
| 1     | Dieter Baumann   | Deutschland    | 13:36,93   |
| 2     | Robert Denmark   | Großbritannien | 13:37,50   |
| 3     | Abel Antón       | Spanien        | 13:38,04   |
| 4     | Abdellah Béhar   | Frankreich     | 13:38,36   |
| 5     | John Nuttall     | Großbritannien | 13:38,65   |
| 6     | José Carlos Adán | Spanien        | 13:39,16   |
| 7     | Risto Ulmala     | Finnland       | 13:40,84   |
| 8     | Anacleto Jiménez | Spanien        | 13:41,60   |
| 9     | Domingos Castro  | Portugal       | 13:42,09   |
| 10    | Stéphane Franke  | Deutschland    | 13:45,67   |
| 11    | Paolo Donati     | Italien        | 13:47,34   |
| 12    | Wener Kaschajew  | Russland       | 13:53,66   |
| 13    | Frank O’Mara     | Irland         | 13:58,75   |
| 14    | José Ramos       | Portugal       | 14:04,33   |
| 15    | Mohamed Ezzher   | Frankreich     | 14:14,73   |

## Videolinks
- 5068 European Track & Field 5000m Men, www.youtube.com, abgerufen am 31. Dezember 2022
- Men's 5000m Final European Champs Helsinki 1994, www.youtube.com, abgerufen am 31. Dezember 2022